# Alexander Dreyschock
Alexander Dreyschock, né le 15 octobre 1818 à Žáky, en royaume de Bohème, et mort le 1er avril 1869 à Venise, est un pianiste, pédagogue et compositeur bohémien. Il est le frère du violoniste virtuose Raimund Dreyschock (1824-1869) et l'oncle du pianiste Félix Dreyschock (1860-1906).

## Biographie
Son talent musical a été repéré lorsqu'il a eu huit ans. À l'âge de quinze ans, il est allé à Prague pour étudier le piano et la composition avec Václav Tomášek. À l'âge de vingt ans, Dreyshock a entrepris sa première tournée professionnelle en décembre 1838, jouant dans diverses villes du nord et du centre de l'Allemagne.
Alexander a fait d'autres tournées en Russie (1840-42), à Paris (printemps 1843), à Londres, aux Pays-Bas, en Autriche et en Hongrie (1846) ; et au Danemark et en Suède en 1849. Partout, il a fait sensation avec sa prodigieuse technique lorsqu'il jouait des tierces, sixtes, et octaves, plus d'autres traits de virtuosité. Il a été considéré comme un rival de Franz Liszt. Lorsqu'il a fait ses débuts à Paris en 1843, il a inclus une pièce pour la main gauche seule. La main gauche de Dreyschock était renommée, et son plus fameux succès était son interprétation des arpèges en octave à la main gauche de l'Étude Révolutionnaire de Chopin. Les témoins de l'époque rapportent qu'il les jouait dans le tempo correct, et il est connu qu'il l'a programmée dans tous ses récitals.
En 1862, Dreyschock est devenu professeur du Conservatoire de Saint-Pétersbourg nouvellement fondé, à l'invitation d'Anton Rubinstein. Il a aussi été engagé comme pianiste de la Cour du Tsar ainsi que directeur de l'École impériale de musique pour la scène de l'opéra. Il a occupé ce double poste pendant six ans, mais sa santé a souffert du climat de la Russie. Il est allé en Italie en 1868 et est mort de la tuberculose à Venise le 1er avril 1869 à l'âge de cinquante ans. Suivant le souhait de sa famille, il a été inhumé à Prague, au cimetière d'Olšany.

## Discographie
- Concerto pour piano et orchestre en ré mineur, op. 137 (+ Concerto pour piano op. 55 de Theodor Kullak) : Piers Lane (piano) & BBC Scottish Symphony Orchestra, Niklas Willén (direction d'orchestre) : 1 CD HYPERION 1999 - CDA67086 (Collection " Le Concerto pour piano romantique " n° 21)
- Morceau de concert en ut mineur, op. 27 & Salut à Vienne "Rondo brillant", op. 32 (+ Concerto pour piano op. 7 de Theodor Döhler (de)) : Tasmanian Symphony Orchestra, Howard Shelley (piano & direction d'orchestre) : 1 CD HYPERION 2013 - CDA67950 (Collection " Le Concerto pour piano romantique " n° 61)

## Œuvres
- Grosse Fantaisie pour piano et orchestre, op. 12
- Morceau de concert pour piano et orchestre en ut mineur, op. 27
- L'Inquiétude, Morceau de concert pour piano et orchestre, op. 29
- Salut à Vienne "Rondo brillant" pour piano et orchestre, op. 32
- Ouverture de concert pour orchestre, op. 50
- Quatuor à cordes, op .105
- Concerto pour piano et orchestre en ré mineur, op. 137
- Florette, oder die erste Liebe Heinrichs des IV, opéra
- 140 pièces de salon, pour piano